# Марсанне-ле-Буа
Марсанне́-ле-Буа́ (фр. Marsannay-le-Bois) — коммуна во Франции, находится в регионе Бургундия. Департамент коммуны — Кот-д’Ор. Входит в состав кантона И-сюр-Тий. Округ коммуны — Дижон.
Код INSEE коммуны — 21391.

## Население
Население коммуны на 2010 год составляло 774 человека.
| 1962 | 1968 | 1975 | 1982 | 1990 | 1999 | 2010 |
| ---- | ---- | ---- | ---- | ---- | ---- | ---- |
| 324  | 311  | 453  | 522  | 592  | 673  | 774  |

## Экономика
В 2010 году среди 482 человек трудоспособного возраста (15—64 лет) 382 были экономически активными, 100 — неактивными (показатель активности — 79,3 %, в 1999 году было 73,2 %). Из 382 активных жителей работали 359 человек (193 мужчины и 166 женщин), безработных было 23 (8 мужчин и 15 женщин). Среди 100 неактивных 44 человека были учениками или студентами, 42 — пенсионерами, 14 были неактивными по другим причинам.